# 신명여자고등학교
신명여자고등학교(信明女子高等學校)는 대한민국 인천광역시 남동구 간석동에 위치한 사립 고등학교이다.

## 학교 연혁
- 1972년 12월 29일 : 최정환 선생 학교법인 신명학원 설립 (신명여자종합고등학교 15학급 인가)
- 1973년 3월 3일 : 개교, 73년도 1학년 5학급 입학식 거행, 초대 최승렬 교장 취임
- 1973년 9월 5일 : 신명여자고등학교로 개편 인가 받음
- 1976년 1월 20일 : 제1회 졸업식(졸업생 289명)
- 1980년 9월 5일 : 신명여고 수련관(강당 겸 체육관) 준공 개관
- 1994년 12월 10일 : 이길여 박사 재단 이사장 취임
- 1995년 5월 23일 : 법인 명칭 변경(학교법인 가천학원)
- 1995년 11월 29일 : 특별실 신축 건물 준공식
- 2002년 8월 24일 : 신관5층 20개 교실 준공
- 2004년 8월 5일 : 다목적실 신축 건물 준공
- 2005년 1월 31일 : 급식소 신축 건물 준공
- 2021년 6월 1일 : 김주한 교장 취임
- 2024년 1월 31일 : 제49회 졸업식(졸업생 263명, 졸업생총계 23,790명)

## 참고 자료
- 신명여자고등학교 - 한국교육학술정보원 학교알리미